# Западноафриканский футбольный союз
Западноафриканский футбольный союз (англ. West African Football Union; фр. Union des Fédérations Ouest-Africaines de Football; порт. União das Federações Oeste Africanas), официальная аббревиатура WAFU-UFOA или просто WAFU (ВАФУ) — представляет собой союз Футбольных Ассоциаций стран Западной Африки, является коллективным членом КАФ. Был основан в 1975 по инициативе Сенегальской федерации футбола, предложившей ныне действующую структуру союза и идею проведения основного турнира - Кубка Наций ВАФУ.

## Члены ВАФУ
| Зона А       | Национальная ассоциация            | Капитан команды |
| ------------ | ---------------------------------- | --------------- |
| Гамбия       | Футбольная ассоциация Гамбии       | Па Дембо Турай  |
| Гвинея       | Гвинейская федерация футбола       | Камиль Заятт    |
| Гвинея-Бисау | Федерация футбола Гвинеи-Бисау     |                 |
| Кабо-Верде   | Кабо-вердианская федерация футбола | Нанду           |
| Либерия      | Футбольная ассоциация Либерии      | Джордж Джебро   |
| Мавритания   | Федерация футбола Мавритании       |                 |
| Мали         | Малийская федерация футбола        | Сейду Кейта     |
| Сенегал      | Сенегальская федерация футбола     | Паписс Сиссе    |
| Сьерра-Леоне | Футбольная ассоциация Сьерра-Леоне | Ибраим Каргбо   |

| Зона В       | Национальная ассоциация        | Капитан команды  |
| ------------ | ------------------------------ | ---------------- |
| Бенин        | Бенинская федерация футбола    | Стефан Сессеньон |
| Буркина-Фасо | Буркинийская федерация футбола | Мумуни Дагано    |
| Гана         | Футбольная ассоциация Ганы     | Асамоа Гьян      |
| Кот-д’Ивуар  | Ивуарийская федерация футбола  | Дидье Дрогба     |
| Нигер        | Нигерская федерация футбола    | Оуво Мусса Маазу |
| Нигерия      | Футбольная федерация Нигерии   | Винсент Эньеама  |
| Того         | Тоголезская федерация футбола  | Серж Акакпо      |

## Турниры

### Существующие
| Соревнование                                       | Год  | Чемпионы                        | Титулов | Второе место    | Следующее соревнование |
| -------------------------------------------------- | ---- | ------------------------------- | ------- | --------------- | ---------------------- |
| Кубок Наций ВАФУ                                   | 2019 | Сенегал                         | 1       | Гана            | 2021                   |
| Кубок Наций ВАФУ среди молодёжных команд (Зона A)  | 2020 | Сенегал                         | 1       | Мали            | 2022                   |
| Кубок Наций ВАФУ среди молодёжных команд (Зона B)  | 2020 | Гана                            | 1       | Буркина-Фасо    | 2022                   |
| Кубок Наций ВАФУ среди юношеских команд (Зона A)   | 2018 | Сенегал                         | 1       | Гвинея          | 2021                   |
| Кубок Наций ВАФУ среди юношеских команд (Зона B)   | 2018 | Нигерия                         | 1       | Гана            | 2021                   |
| Кубок Наций ВАФУ среди команд до 15-х лет (Зона A) | 2018 | Сенегал                         | 1       |                 | 2021                   |
| Кубок Наций ВАФУ среди команд до 15-х лет (Зона B) | 2018 | Гвинея                          | 1       |                 | 2021                   |
| Женский кубок ВАФУ (Зона A)                        | 2020 | Сенегал                         | 1       | Мали            | 2021                   |
| Женский кубок ВАФУ (Зона B)                        | 2019 | Нигерия                         | 1       | Кот-д’Ивуар     | 2021                   |
| Лига чемпионов ВАФУ (Зона A) среди женских команд  | 2021 | Манде (женский футбольный клуб) | 1       | Дакар Сакре-Кёр | 2022                   |
| Лига чемпионов ВАФУ (Зона B) среди женских команд  | 2021 | Хасаакас Лейдис                 | 1       | Риверс Энджелса | 2022                   |

### Упразднённые
| Соревнование                         | Год  | Чемпионы       | Титулов | Второе место |
| ------------------------------------ | ---- | -------------- | ------- | ------------ |
| Кубок ЭКОВАС                         | 1991 | Кот-д’Ивуар    | 3       | Сенегал      |
| Кубок Амилкара Кабрала               | 2007 | Мали           | 3       | Кабо-Верде   |
| Кубок западноафриканских наций       | 1987 | Гана           | 5       | Либерия      |
| Турнир ЭКОВАС                        | 2016 | Сенегал        | 3       | Мали         |
| Западноафриканский клубный чемпионат | 2011 | Динамик Тоголе | 1       | Гамтел       |

## Президенты
- Джекес Анума (2004—2008)[1]
- Амос Адаму (2008-)
- Квеси Ньянтаки